# Nordfriesland Museum. Nissenhaus Husum

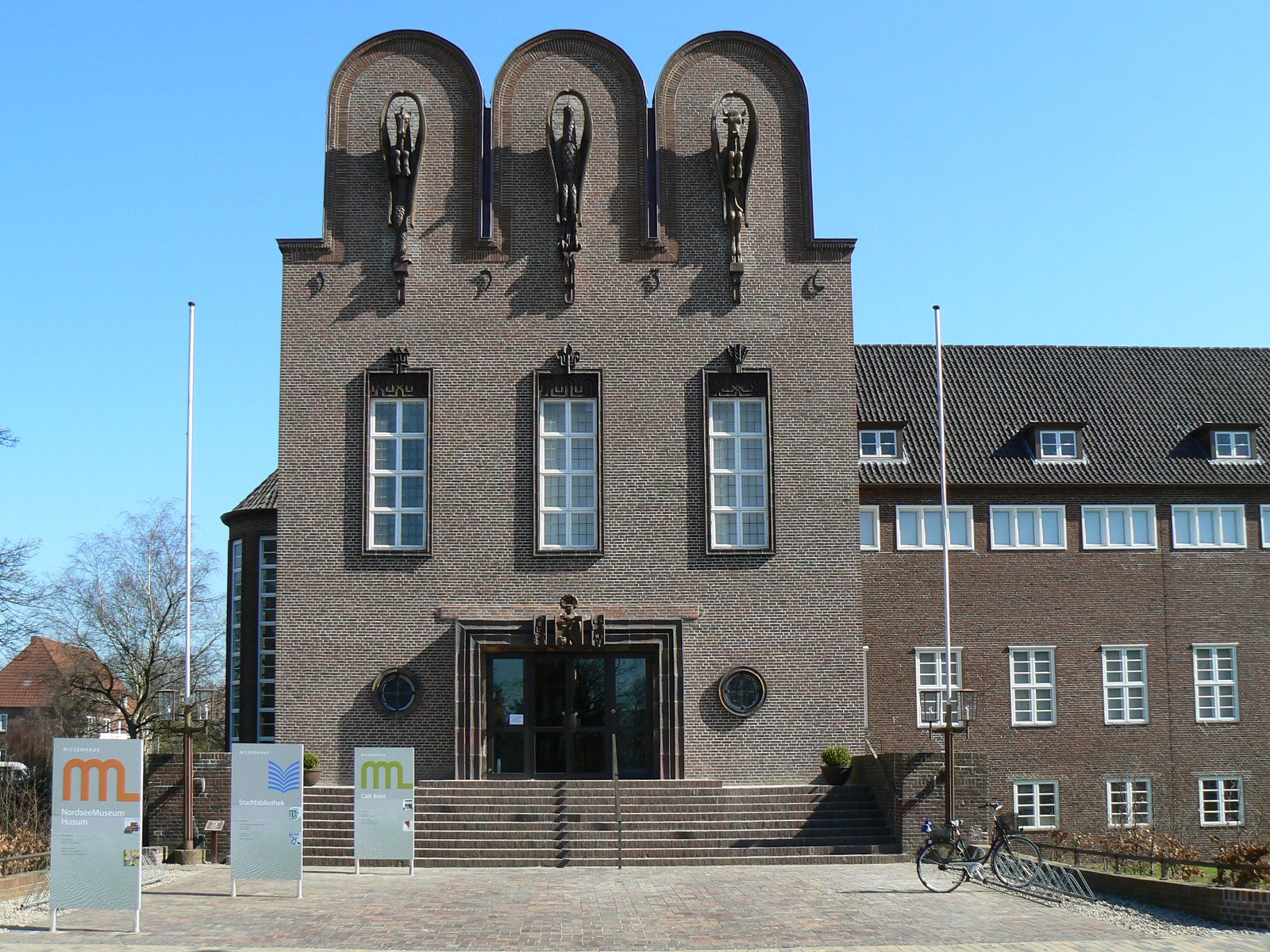
Das Ludwig-Nissen-Haus

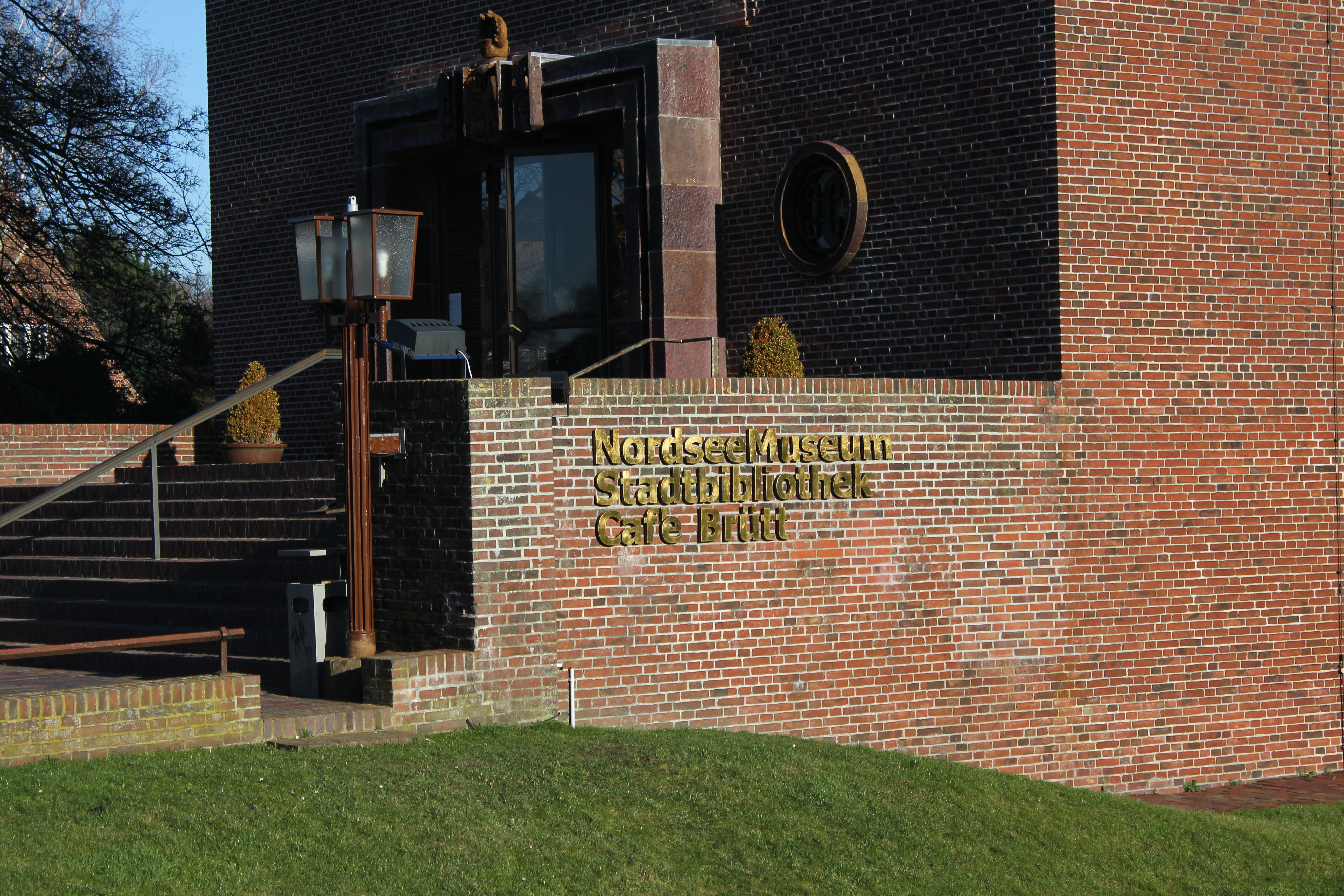
Eingang vom Ludwig-Nissen-Haus

Das Nordfriesland Museum. Nissenhaus Husum ist das zentrale Museum für den Kreis Nordfriesland und die Stadt Husum. Es befindet sich im Ludwig-Nissen-Haus, einem Gebäude, das aus dem Nachlass Ludwig Nissens an die Stadt Husum übertragen wurde.
Nach umfassenden Renovierungsarbeiten präsentierte sich das Nissenhaus seit der Wiedereröffnung am 31. März 2007 als NordseeMuseum Husum mit dem Schwerpunkt Kultur- und Naturraum Nordseeküste. Im Ludwig-Nissen-Haus befindet sich seitdem auch die Stadtbibliothek. 2016 wurde aus dem NordseeMuseum das „Nordfriesland Museum. Nissenhaus Husum“.

## Die Ausstellung
Das NordseeMuseum präsentierte sich ab 2007 unter dem Oberthema Klimawandel einst und jetzt – von Rungholt, Sturmfluten, Deichbau und dem Leben am Meer. Die Ausstellung ist seit der Modernisierung rollstuhlgerecht. Sie zeigte den Besuchern mit einem interaktiven Konzept die Natur und Kultur der Region. Die untergegangene Siedlung Rungholt bildete dabei den Aufhänger für den Themenbereich Leben an der Küste. Darunter fielen folgende Einzelthemen: Naturgewalten und Küstenschutz, Lebenskultur in Nordfriesland, Alltag auf den Halligen und Naturkunde.
Eine weitere Abteilung gilt dem Museumsstifter Ludwig Nissen und seiner Sammlung, von der das Museum Ausschnitte zeigt. Dort sind auch Landschaften und Porträts von bekannten einheimischen Malern wie Carl Ludwig Jessen, Hans Peter Feddersen, Jacob Alberts, Willy Graba, Ingwer Paulsen und Albert Johannsen zu sehen. Ein weiterer Bereich steht für Sonderausstellungen zur Verfügung.
Zur Wiedereröffnung 2007 wurde ein Film über die Ausstellung gedreht, in dem Land und Leute sowie wichtige Erwerbsquellen wie Fischfang, Landwirtschaft, Windkraft und der Tourismus vorgestellt werden. Zusätzlich wurde ein Café eingerichtet, das vom Theodor-Schäfer-Berufsbildungswerk (TSBW) betrieben wird.

## Das Museumsgebäude

### Architektur

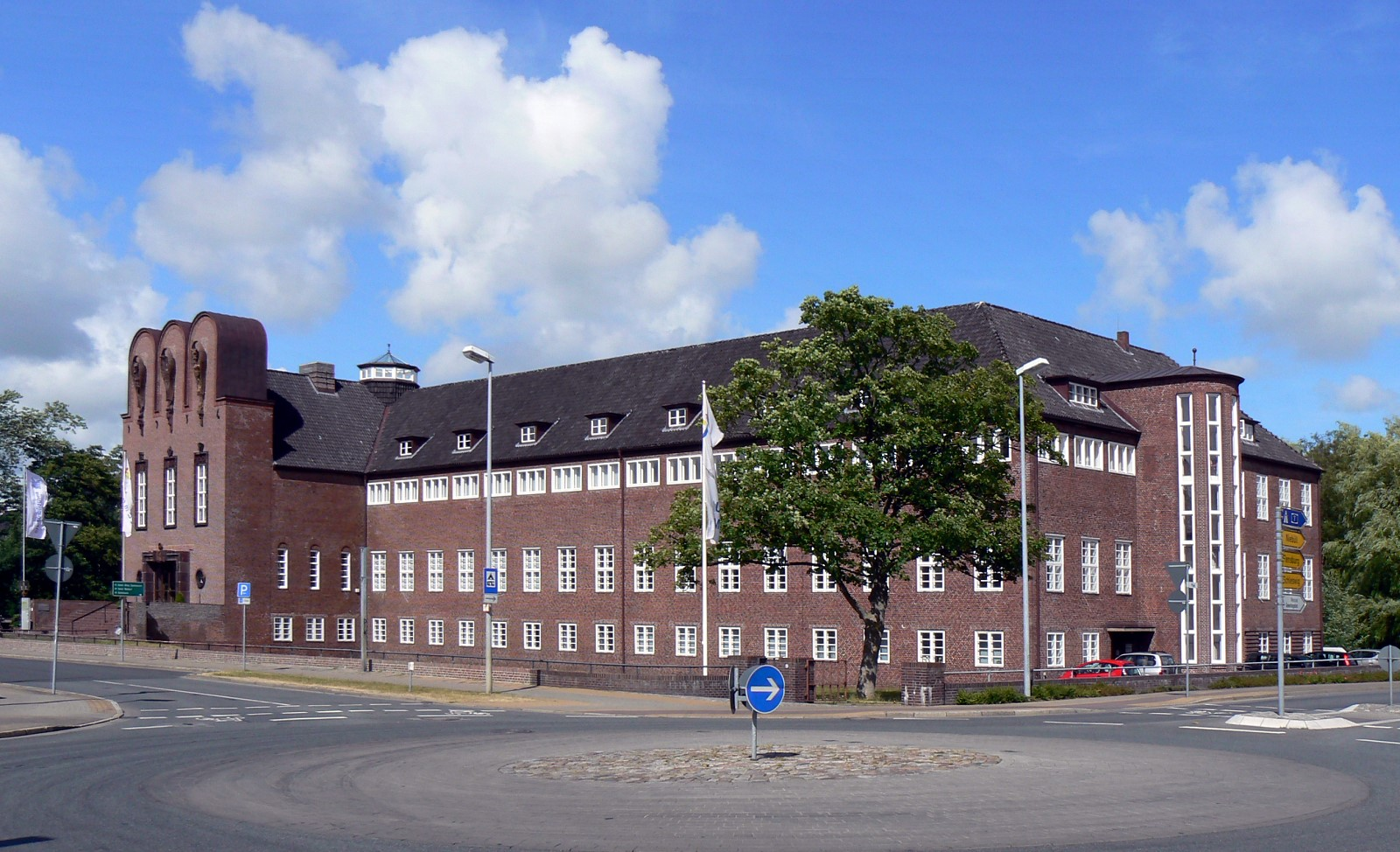
Das Ludwig-Nissen-Haus von vorn

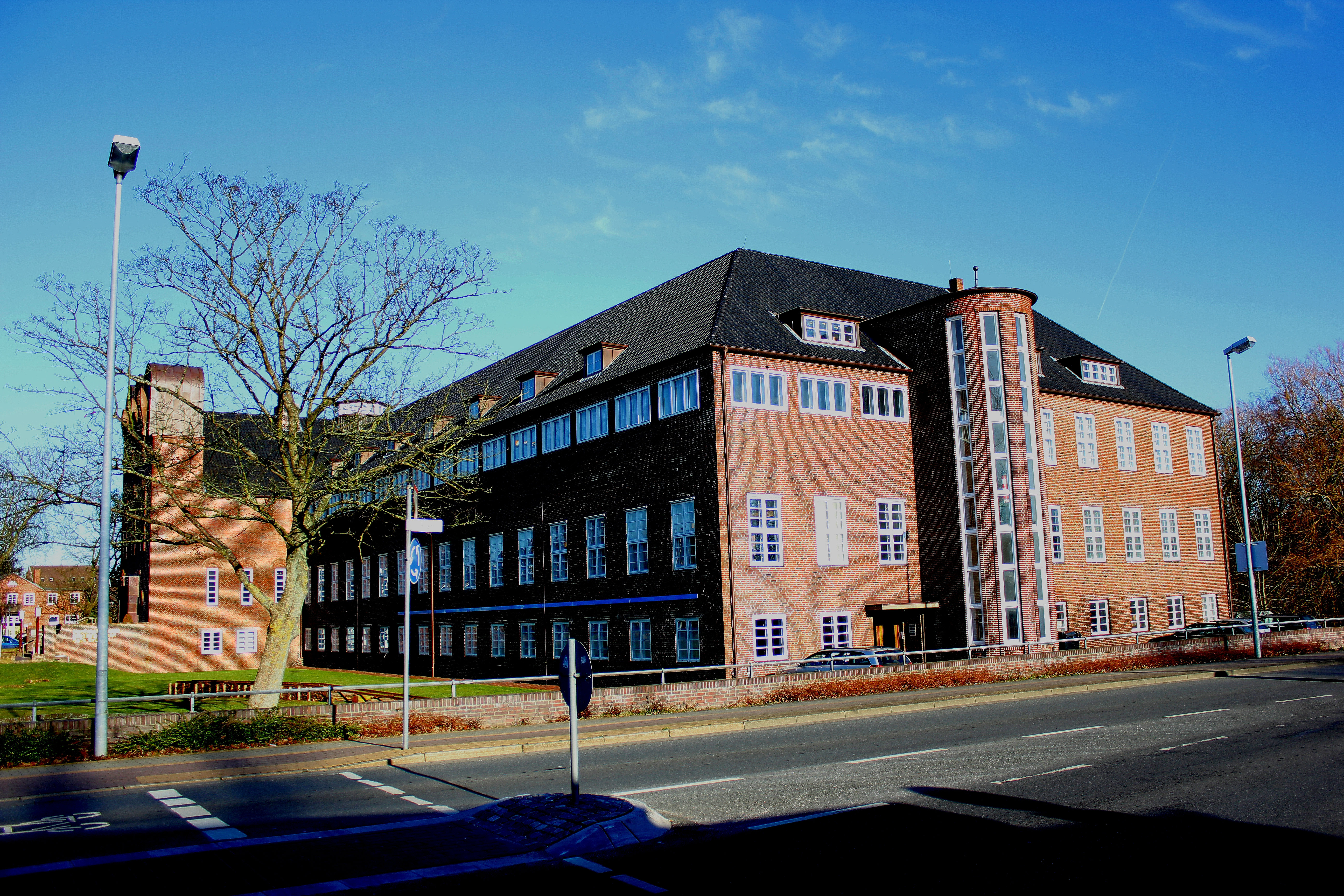
Ludwig-Nissen-Haus von der Seite

Das dreistöckige Museumsgebäude wurde in den Jahren 1934 bis 1937 nach Plänen errichtet, die bereits zehn Jahre alt waren. Der Stifter Ludwig Nissen hatte noch zu Lebzeiten 1924 einen Wettbewerb für das von ihm gewünschte Volkshaus ausgeschrieben. 118 Entwürfe aus ganz Norddeutschland gingen ein. Der ursprünglich vorgesehene, von Säulen getragene Dreiecksgiebel über dem Eingangsportal erschien dann jedoch nicht mehr „monumental“ genug. Das Preisgericht unter Vorsitz von Erich Blunck vergab drei Preise zu je 2.500 Reichsmark und empfahl fünf Entwürfe zum Ankauf für jeweils 500 Reichsmark. Ausgeführt wurde der angekaufte Entwurf des Eiderstedter Architekten Georg Rieve. Seine Überarbeitung vom Juni 1934 zeigt im hohen Westgiebel der charaktervollen Eingangsfassade drei Rundbögen. Sie nahmen drei symbolträchtige, expressionistische Keramiken (Seepferd, Adler und Tritonstier) des Kieler Bildhauers Alwin Blaue auf, welche die heimische Landschaft versinnbildlichen. Im Jahre 1967 mussten sie aus konservatorischen Gründen entfernt werden. Verbunden mit den Renovierungsarbeiten wurden jedoch auch die Keramiken aufbereitet und sind seitdem wieder an ihrem alten Platz zu finden. Das Haus blieb jedoch lange ein Torso. In Verlängerung der Eingangsrotunde nach Osten war ein Theater- und Konzertsaal vorgesehen. Der Zusammenbruch der Stiftungsfinanzen verhinderte die Bauausführung. Am 6. Februar 1986 jedoch konnte schließlich der schon vor 62 Jahren geplante Ostflügel mit der Hilfe der Landesregierung, des Kreises Nordfriesland und der Stadt Husum ergänzt und das nun vollendete Museumsgebäude der Öffentlichkeit übergeben werden. Im Jahre 2006 wurde das Ludwig-Nissen-Haus nach Plänen des Architekten Gregor Sunder-Plassmann grundlegend umgebaut und im Folgejahr als NordseeMuseum wiedereröffnet.

### Der Stifter

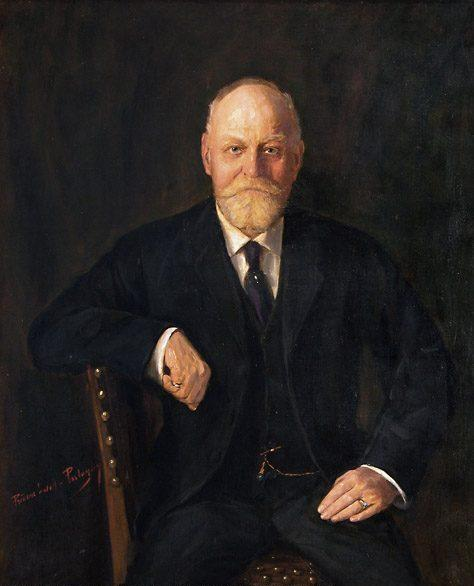
Porträt Ludwig Nissen (1855–1924)

Stifter des Ludwig-Nissen-Hauses war der aus Husum gebürtige Diamantenhändler Ludwig Nissen durch sein Testament vom 12. Juni 1922, das am 29. Februar 1928 rechtskräftig wurde. Das Gebäude sollte ein an nordamerikanischen Vorbildern orientiertes Volkshaus mit Museum, Bibliothek und Kunstgalerie sein. Diese Ziele flossen auch in die Stiftungsurkunde ein, die ebenfalls am 29. Februar 1928 rechtskräftig wurde. Die Stiftung von 2,5 Millionen Reichsmark sowie von Museumsgut sollte der Institution Unabhängigkeit garantieren gegenüber sich wandelnden politischen und wirtschaftlichen Strömungen. Die Witwe Kathie Nissen stockte den Stiftungsbetrag 1930 auf insgesamt drei Millionen Reichsmark auf.

## Geschichte

### Zeit des Nationalsozialismus
Am 2. November 1933 erfolgte die Grundsteinlegung des Hauses. Der Bau wurde in der Folgezeit unter Verantwortung von Heinrich Clasen (1887–1969), dem persönlichen Treuhänder Ludwig Nissens und Vorsitzenden des Kuratoriums der Nissen-Stiftung sowie Landrat des Kreises Husum, durchgeführt. Als Sekretär der Nissen-Stiftung fungierte in dieser Zeit Lorenz Conrad Peters (1885–1949). Trotz der Amtsenthebung von Clasen als Landrat durch die Nationalsozialisten, verbunden mit der Versetzung nach Königsberg und später Allenstein und Stettin, blieb er dem Kuratorium der Nissen-Stiftung erhalten. Gleiches gilt für den national gesinnten Peters, der erst 1940 aufgrund seiner Mitgliedschaft bei den Freimaurern zwangspensioniert wurde. Clasen fuhr während seiner Zeit in Stettin mindestens einmal im Monat nach Husum, um die Stiftungsgeschäfte zu erledigen. Weitere Mitglieder des Kuratoriums waren die Herren Thomas Thomsen als Rechtsanwalt und Notar, Arthur Peters und Heinrich Nissen. Am 13. Juni 1935 wurde Fritz Tidelski (* 25. Februar 1900; † 26. Mai 1968) für den Posten des Museumsdirektors ausgewählt, den er am 1. August antrat. Tidelski führte den Aufbau und die Leitung des Nissenhauses bis zum 1. Juni 1945 aus.
Ab 1935 wurde das Museum innerhalb kurzer Zeit zum größten überregionalen Museum an der Westküste Schleswig-Holsteins auf- und ausgebaut. Das Haus wurde mit einem Aufwand von zirka 500.000 Reichsmark errichtet. 1932 verfügte die Stiftung über einen Besitz von Werten von fast einer Million US-Dollar. 1.000.000 Reichsmark wurden angelegt, um aus den Erträgen dieses Kapitals die Unterhaltung des Hauses und der Sammlungen sowie ihrer Ergänzungen zu sichern. Ein großer Teil der Vermögenswerte verblieb in Amerika, insbesondere die im Geschäft steckenden Werte, die sich allein auf mehr als 500.000 Dollar beliefen. Die Nissen-Stiftung besitzt eine an Zahl und Wert bedeutende Gemäldesammlung, die teilweise aus dem Besitz Ludwig Nissens stammen und seit 1931 in Deutschland ist. Weitere Werke im Museum stammen von heimischen Künstlern, die von der Stiftung erworben wurden. Von der Stadt Husum erhielt das Nissenhaus etwa 500 Gemälde, Zeichnungen, Skizzen aus dem Nachlass des Malers Richard von Hagn. Darüber hinaus vermachte Professor Conrad Fehr der Stiftung eine Sammlung eigener Werke und Paul Wassily schenkte dem Museum seine Sammlung mit Bildern von Heimatkünstlern. Dazu kommt der Nachlass Carl Ludwig Jessen, der bis 1937 aus der Hinterlassenschaft der Witwe in das Nissenhaus gelangte. Am 8. und 9. Mai 1937 wurde das Nissenhauses eröffnet und die Storm-Gedächtnisstätte eingeweiht. Wenig später wurden in der Nazi-Aktion „Entartete Kunst“ aus der Sammlung des Museums drei Bilder von Willem Grimm, Hans Grohs und Paul Kayser beschlagnahmt. Der Verbleib des Bildes von Kaiser ist unbekannt. Die beiden anderen Bilder wurden vernichtet.
Im Südflügel des Hauses befand sich eine Abteilung des Marschenbauamtes, die staatliche Forschungsstelle Westküste (eine Behörde des Ministeriums für Landwirtschaft), die sich mit den praktischen und wissenschaftlichen Fragen der Landgewinnung im Bereich der schleswig-holsteinischen Westküste befasste. Im August 1941 wurde Tidelski auf Drängen der NSDAP zur Wehrmacht und Einsatz in Russland einberufen. Er hatte sich wiederholt nicht den Forderungen der Partei gebeugt. Nach der Einberufung Tidelskis zum Militärdienst war das Nissenhaus ohne Führung. Der Museumsmeister Kurt Hepprich übernahm den museumstechnischen Teil, das Musealische und die Verwaltung wurde unter der Regie des Kuratoriums, insbesondere von Rechtsanwalt Thomas Thomsen übernommen. Insgesamt fanden bis Kriegsende 17 Ausstellungen statt. Bis 15. Juli 1944 wurde das Museumsgut um 874 Ankäufe und Schenkungen erweitert. Das Nissenhaus war vom 12. Mai 1945 bis 12. September 1946 durch britische und amerikanische Besatzungstruppen belegt. Auf der Sitzung des Kuratoriums am 12. Juni 1945 „wird mit Genugtuung festgestellt, daß es der Stiftung gelungen ist, durch die Wirrungen des Krieges hindurch zu wirken. Es hat allem Bemühen der NSDAP, Einfluß auf die Stiftung zu gewinnen, erfolgreich Widerstand leisten können.“ Im Juni 1946 kehrte Tidelski aus Krieg und Internierung nach Husum zurück. Das Kuratorium entschied, die weitere Zusammenarbeit zu beenden, da Tidelski Mitglied der NSDAP gewesen war. Im gegenseitigen Einvernehmen erklärten die Nissen-Stiftung und Tidelski das Angestelltenverhältnis mit Wirkung vom 1. Juli 1945 als beendet.

### In der Nachkriegszeit bis 1982

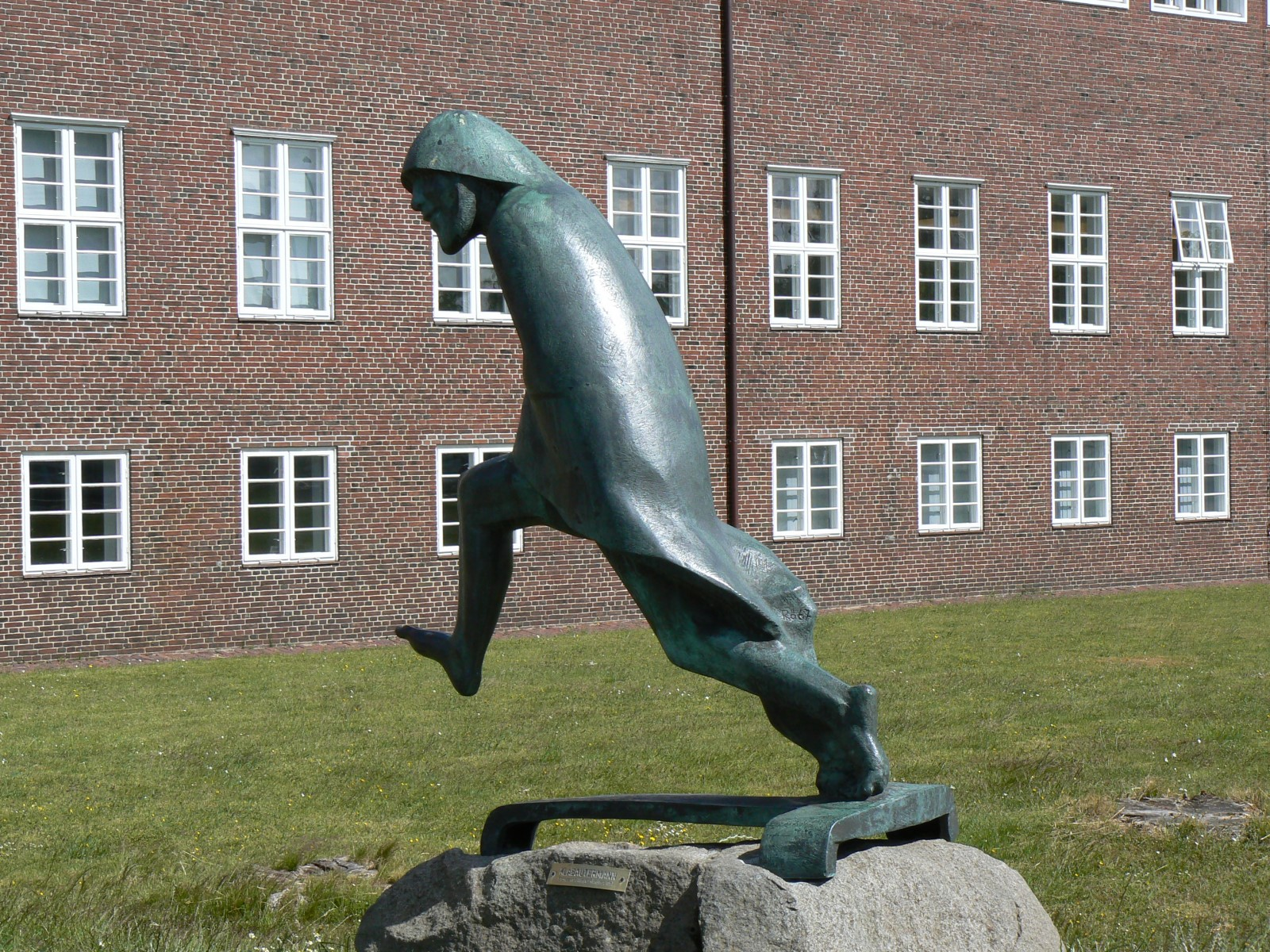
Skulptur „Klabautermann“ von Walter Rössler (1967) neben dem Vorplatz des Haupteingangs (2009 in Reparatur)

Ab 1947 leitete der Naturwissenschaftler Erich Wohlenberg (* 12. März 1903; † Oktober 1993) das Nissenhaus. Wohlenberg vertiefte als Wattforscher die geologisch-historischen Sammlungen zur Geschichte der Westküste. 1951 und 1957 veranstaltete das Museum Ausstellungen von Werken des Malers Erwin Bowien.

### Das Ludwig-Nissen-Haus 1982–2002
Die naturwissenschaftliche Tradition setzte der 1975 an der Christian-Albrechts-Universität in Kiel promovierte Biologe Klaus-Peter Lengsfeld (1945–2002) fort. Er konnte einen Erweiterungsbau durchsetzen, die Finanzierung des Nissenhaus neu ordnen und sorgte für die Aufarbeitung des künstlerischen Nachlasses von Ludwig Nissen und Adolf Brütt und erschloss das Werk vieler Künstler der Westküste, so dass sich das Nissenhaus mit seinen umfangreichen kulturhistorischen Beständen und in Verbindung mit dem von ihm maßgeblich als Präsentationsort aufgebauten Schloss vor Husum und dem Husumer Schifffahrtsmuseum als Gegenstück zum Schleswig-Holsteinischen Landesmuseum darstellen und 2000/2001 die Europäische Wanderausstellung Könige der Nordsee präsentieren konnte. Klaus Lengsfeld war auch langjähriger Vorsitzender des Museumsverbandes Schleswig-Holstein.

### Kosten des Umbaus 2002–2007
Insgesamt kostete der Umbau 2,3 Millionen Euro. Es wurden unter anderem Mittel aus dem Schleswig-Holstein-Fonds und dem Regionalprogramm 2000–2006 des Landes Schleswig-Holstein mitverwendet. Eine Million Euro trug die Bauherrin Ludwig-Nissen-Stiftung selber. Weitere Unterstützung erhielt man durch das Landesamt für Denkmalpflege, der Gesellschaft zur Erhaltung des Husumer Stadtbildes, der Sparkassenstiftung Schleswig-Holstein, der Sparkassen-Kulturstiftung Nordfriesland, der BINGO! Die Umweltlotterie und dem Vermächtnis Johan van Wouwer.

## Ausstellung des Nordfriesland Museums – Nissenhaus

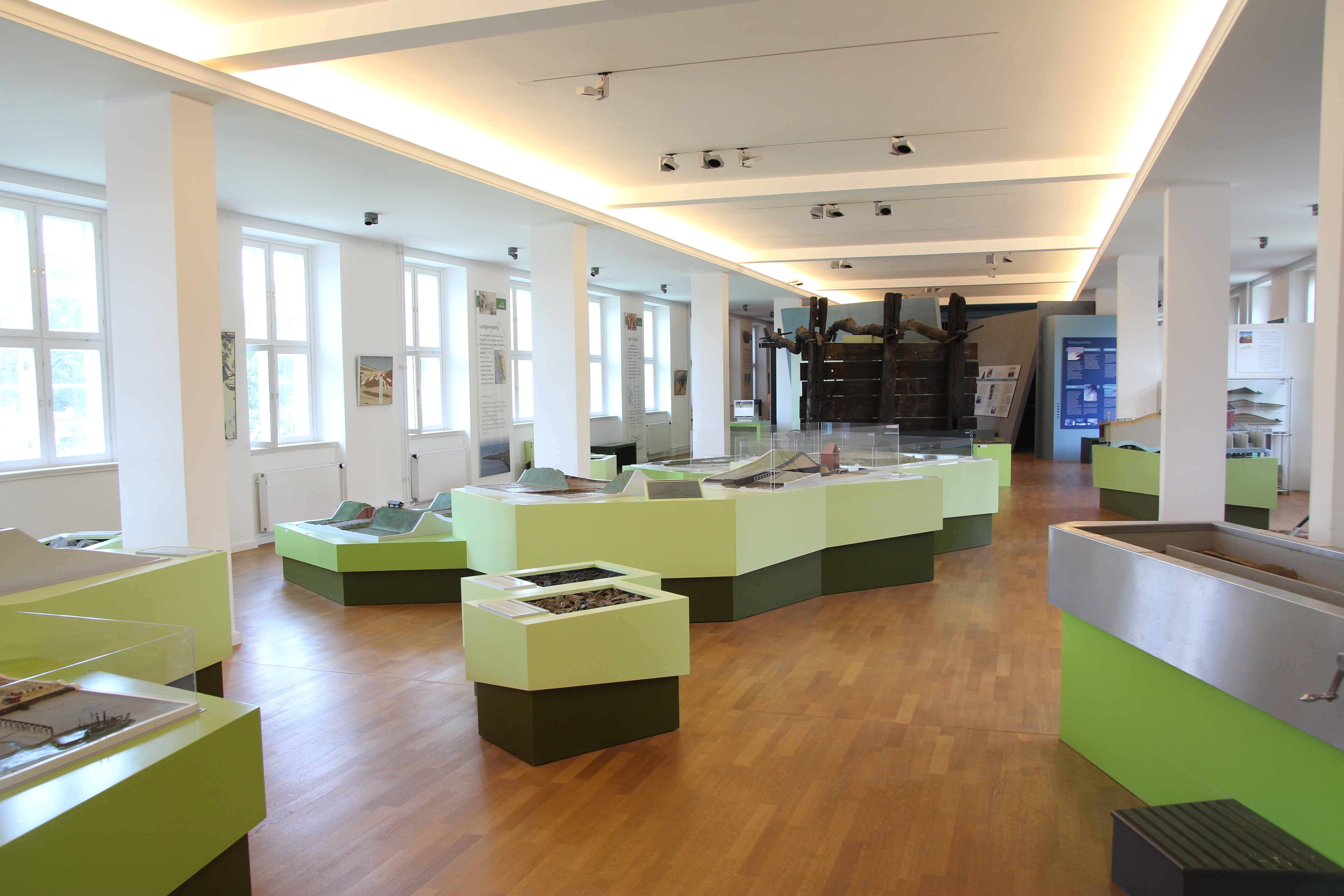
In der Dauerausstellung, Erdgeschoss

In der seit 2006 neu gestalteten Dauerausstellung wurden die folgenden Themenschwerpunkte gezeigt. Am Beginn stand das Thema Sturmflut mit dem mystischen Ort und Bodendenkmal Rungholt. Hierauf wurde die historische Entwicklung des Deichbaus und der Landgewinnung an der schleswig-holsteinischen Westküste bis heute gezeigt. Für Kinder boten sich einige museumspädagogische Aktionsobjekte. In der Volkskunde-Abteilung waren neben Hausmodellen der typischen Bauten der Region, Trachten und Objekte des täglichen Lebens, kombiniert mit Gemälden der Bevölkerung ausgestellt. Die nordfriesische Sprache wurde anhand des Märchens Der kleine Häwelmann von Theodor Storm hörbar und eine Föhrer Seefahrerstube wurde im Maßstab 1:1 rekonstruiert. Im Untergeschoss fand sich eine Sammlung von typischen Küstentieren, vor allem Vögel. Im Obergeschoss war die Sammlung Nissen ausgestellt, in der vor allem hochrangige Werke des 19. und 20. Jahrhunderts aus den USA (Albert Bierstadt, Rosa Bonheur, Boston, Elisabeth Vilma Lwoff-Parlaghy und Frederic Remington) zu finden sind. Eine Besonderheit stellt das erste komplett unter Kunstlicht gemalte Gemälde dar, das Blue portrait of Nikola Tesla (1913) von Lwoff-Parlaghy. Es ist das einzige gemalte Porträt des Pioniers der weltweiten Stromversorgung. Auch ein Teil der Ethnologica der Sammlung war zu sehen. Dem folgte die „Welt der Halligen“, ein Chancen-Raum zur aktuellen Entwicklung der Westküste und ein Teil der Sammlung zur „NordseeKunst“ (Feddersen, Jessen).
Im Untergeschoss befinden sich Skulpturen des Künstlers Adolf Brütt sowie ein Selbstbedienungs-Café. In der Rotunde befinden sich das Grabmal und die Asche von Ludwig und Katharina Nissen.

## Schriften

### Schriften des Nordfriesischen Museums Ludwig-Nissen-Haus
- Nr. 1: Fritz Tidelski (Hrsg.): Husumer Urkundenbuch 1429–1609 von Professor Ernst Möller.
- Nr. 2: Horst Apphun: Sankt Marien in Husum. 1953.
- Nr. 4: Carl Laage: Die Storm-Gedächtnisstätte im Nissenhaus in Husum. 1958.
- Nr. 5: Carl Laage: Die Stormstätten in Husum „von heut’ und ehedem“. 1962.
- Nr. 12: Erich Wohlenberg (Hrsg.): Nissenhaus-Nordfriesisches Museum - Husum. 1976.
- Nr. 13: Cornelius Steckner: Der Bildhauer Adolf Brütt. 1978.
- Nr. 16: Klaus Lengsfeld: Sammlung Ludwig Nissen: Husum 1855–1924 New York; Dokumentation d. Kunstsammlung Ludwig Nissens anlässl. d. Ausstellung zu seinem 125. Geburtstag im Nissenhaus zu Husum. 1980.
- Nr. 17: Klaus Lengsfeld: Erich Duggen – Aquarell und Graphik 1928–1981. Katalog zur gleichnamigen Ausstellung. 1982.
- Nr. 18: Ulrich Schulte-Wülwer: Richard von Hagn – Ein Malerleben zwischen Husum und Dresden. 1983, ISBN 3-88042-216-8.
- Nr. 22: Klaus Lengsfeld: Erich Duggen – Ölbilder aus 6 Jahrzehnten. Katalog zur gleichnamigen Ausstellung. 1985.
- Nr. 24: Klaus Lengsfeld (Hrsg.): Nissenhaus Husum. Erweiterungsbau 1986 (erschienen anlässlich des Einweihung des neuen Erweiterungsbaus).
- Nr. 25: Erich Wohlenberg: Dr. jur. Heinrich Clasen zum Gedächtnis am 1. November 1987, seinem 100. Geburtstag. 1987.
- Nr. 26: Klaus Lengsfeld (Hrsg.): Festschrift zum fünfzigjährigen Bestehen des Nissenhauses – Nordfriesisches Museum Husum. 1987, (u. a. über die neue Abteilung Husumer Stadtgeschichte, S. 18–30).
- Nr. 30: Berend Harke Feddersen: Der Maler Albert Johannsen. 1990, ISBN 3-88042-542-6.
- Nr. 46: Klaus Lengsfeld (Hrsg.): Halligleben um 1900. 1998, ISBN 3-8042-0816-9.
- Nr. 57: Hans-Jürgen Krähe, Klaus Lengsfeld (Hrsg.): Jan Hamkens. Der „künstlerische Wunderknabe aus Husum“. 2000, ISBN 978-3-88042-948-2.
- Nr. 63: Astrid Fick (Hrsg.): Hans Nicolai Sunde. 2004, ISBN 3-89876-189-4.
- Nr. 66: Magnus Voß und seine Zeit in Husum. 2005, ISBN 3-89876-310-2.
- Nr. 67: Carsten Kühl - Zwischen Realismus und Naturalismus. 2008, ISBN 978-3-89876-428-5.

### Weitere Veröffentlichungen
- Konrad Grunsky, Klaus Lengsfeld: Gemaltes Nordfriesland, Carl Ludwig Jessen und seine Bilder. Husum Verlag, 1. und 2. Aufl. 1983, ISBN 3-88042-202-8.
- Ernst Schlee, Sigurd Schoubye: Carl Ludwig Jessen. Sønderjyllands Kunstmuseum, Tønder 1976, In Kommission bei Nordfriisk Instituut, Bredstedt/Bräist.
- Heinz Spielmann, Bernd Brandes-Druba und Uwe Haupenthal: Ingo Kühl In der Nähe des Meeres, Verlag Kettler, Dortmund 2018, ISBN 978-3-86206-693-3.[24]